# Richard Florida
Richard Florida (nacido en 1957 en Newark) es un experto estadounidense en geografía y crecimiento económico.
Actualmente es profesor y director del Martin Prosperity Institute en la Rotman School of Management, en la Universidad de Toronto. Dirige una empresa privada de consultoría, la Creative Class Group.
El prof. Florida recibió el título de doctor en la Universidad de Columbia en 1986. Antes de unirse a la School of Public Policy de la Universidad George Mason donde pasó dos años, enseñó en el Heinz College de la Universidad Carnegie Mellon desde 1987 hasta 2005.

## Investigación y teorías
Es principalmente conocido por su trabajo en el desarrollo del concepto de clase creativa, y sus ramificaciones en regeneración urbana. Esta investigación fue enunciada en sus superventas The Rise of the Creative Class, Cities and the Creative Class, y The Flight of the Creative Class. Un nuevo libro, centrado en torno a la renovación urbana y la migración del talento, titulado Who's Your City? (editado en español como Las ciudades creativas), ha sido recientemente publicado.
Las teorías del profesor Florida sostienen que las áreas metropolitanas con alta concentración de trabajadores de tecnología punta, artistas, músicos, lesbianas y homosexuales, y un grupo que él describe como "bohemios de punta", se asocia con un nivel elevado de desarrollo económico. Florida postula la teoría de que la clase creativa fomenta un entorno personal y profesional abierto y dinámico. Este entorno, a su vez, atrae a más gente creativa, así como a empresas y capital. Sugiere que atraer y retener talentos de alta calidad, frente a centrarse únicamente en proyectos de infraestructura tales como estadios de deportes, edificios emblemáticos y centros comerciales, sería un aprovechamiento de primer orden de los recursos de regeneración de una ciudad para su prosperidad a largo plazo.
Ha diseñado su propio sistema de clasificación que valora las ciudades por medio de un "Índice bohemio," un "Índice Gay," un "Índice de diversidad " y criterios similares.
Los primeros trabajos de Florida se centraron en la innovación industrial, incluyendo los sistemas de mejora continua introducidos por empresas automovilísticas como Toyota.

## Críticas y controversias
Las teorías de Richard Florida son causa tanto de elogios como de controversias. Sus ideas han sido criticadas desde diversas perspectivas políticas, y tanto por académicos como por periodistas. Sus teorías han sido tildadas de elitistas, y sus datos han sido puestos en duda.
El trabajo de Florida ha recibido críticas por parte de investigadores, debido a su metodología. Terry Nichols Clark (Universidad de Chicago) ha utilizado los mismos datos que Florida para cuestionar la correlación entre la presencia de un significativo número de homosexuales en una ciudad y la presencia de industrias del conocimiento de tecnología punta.

Otros críticos han indicado que las condiciones que describe ya no existen, y que sus teorías podrían ser más apropiadas para la política que para la economía. Florida ha procedido a replicar directamente cierto número de estas objeciones.
El primer libro de Florida, The Rise of the Creative Class, llegó al final del auge de las punto-com (fue publicado por primera vez en 2002). Fue seguido por Cities and the Creative Class, que proporciona más datos en profundidad para avalar sus conclusiones.
Sin embargo, con el ascenso de Google, la fuerza aplastante de la Web 2.0, y el constante llamamiento de los líderes empresariales (a veces en publicaciones como Business 2.0) para una fuerza de trabajo más creativa además de cualificada, él y sus defensores afirman que la relevancia de la investigación de Florida es fácil de percibir.

## Artículos críticos sobre R.Florida
- Terry Nichols Clark, "Urban Amenities: Lakes, Opera, and Juice Bars" (2002).
- Steven Malanga, "The Curse of the Creative Class".
- Joel Kotkin, "The Capital of What?".
- Ann Daly, "Richard Florida's High-Class Glasses"
- Steve Sailer, "Brookings Does Diversity, Sort Of"
- Peck, Jamie. 2005.  "Struggling with the Creative Class International Journal of Urban and Rural Research 29,4: 740-770.
- Scott, Allen J. “Creative Cities: Conceptual Issues and Policy Questions,” Journal of Urban Affairs, 28, 2006, 1 – 17.
- Hoyman, Michele and Christopher Faricy. 2009. "It Takes a Village: A Test of the Creative Class, Social Capital and Human Capital Theories", Urban Affairs Review, 44:311-333.